# Самому чудно. А де ж дітись?
«Самому чудно. А де ж дітись?» — вірш Тараса Шевченка, написаний 1847 року в Орській фортеці.

## Написання
Збереглося два чистові автографи вірша: у «Малій книжці»; та у «Більшій книжці». Автографи не датовано. Вірш датується дослідниками за місцем автографа у «Малій книжці» серед творів 1847 року та часом перебування Шевченка з 22 червня 1847-го по 11 травня 1848 року в Орській фортеці, орієнтовно: кінець червня — грудень 1847-го, місце написання — Орська фортеця.
Первісний автограф не відомий. Після повернення Аральської описової експедиції до Оренбурга, орієнтовно наприкінці 1849-го (не раніше 1 листопада) або на початку 1850 року (не пізніше дня арешту поета 23 квітня), Шевченко переписав вірш з невідомого автографа до «Малої книжки» (під № 14 до восьмого зшитка за 1846—1847 роки). У рядку 13 спочатку замість слова «Уралом» поставлено крапки, згодом, найімовірніше 1857 року, наприкінці свого перебування на засланні в Новопетровському укріпленні, поет на місці крапок вписав слово «Уралом». 14 — 15 березня 1858 року (наступна поезія у «Більшій книжці» має дату переписування «15 марта», а попередня — «Ще як були ми козаками» — «14 марта») поет переписав вірш «Самому чудно. А де ж дітись?..» з «Малої книжки» до «Більшої книжки» з відміною у рядку 8: «То гриз потроху б» замість «То гриз помалу б».

## Публікація
Вперше вірш надруковано за «Більшою книжкою» у виданні: «Кобзарь Тараса Шевченка / Коштом Д. Е. Кожанчикова» (СПб., 1867 рік, стор. 374) і того ж року — у виданні: «Поезії Тараса Шевченка» (Львів, 1867 рік, том 2, стор. 220).

## Сюжет
Вірш сповнений гірких і тривожних роздумів поета про неволю й своє майбутнє. На свою долю уярмлений поет-революціонер дивиться як на спільну долю всіх інших засланців («невольників і сиріт»).